# Collisione aerea di Villa Castelli
La collisione aerea di Villa Castelli è stato un incidente aereo verificatosi il 9 marzo 2015 tra due elicotteri nei pressi di Villa Castelli nel nord-ovest dell'Argentina. Tutte le dieci persone a bordo dei velivoli sono rimaste uccise.
Gli elicotteri erano appena partiti insieme dallo stesso punto e si sono scontrati durante la salita iniziale. Stavano trasportando il personale di produzione e gli ospiti del programma televisivo Dropped: tra le vittime ci sono stati la velista francese Florence Arthaud, la nuotatrice Camille Muffat e il pugile Alexis Vastine.

## Velivoli
I velivoli coinvolti erano entrambi Eurocopter AS350B3 Écureuil con codice di registrazione LQ-CGK e LQ-FJQ. Il LQ-CGK con numero di serie 7041 era stato costruito nel 2010 ed era di proprietà del governo provinciale di La Rioja. Il LQ-FJQ con numero di serie 7574 era stato costruito nel 2012 ed era di proprietà del governo provinciale di Santiago del Estero.

## Contesto
L'incidente è avvenuto durante le riprese di un episodio del programma televisivo Dropped, per il canale francese TF1. Il reality show portava in elicottero ex sportivi in un ambiente ostile e filmava i loro sforzi per sopravvivere. Il cast comprendeva vincitori di medaglie alle Olimpiadi o atleti competitivi a livello internazionale, inclusi gli atleti francesi Florence Arthaud, Alain Bernard, Philippe Candeloro, Jeannie Longo, Camille Muffat, Alexis Vastine, Sylvain Wiltord e l'alteta svizzera Anne-Flore Marxer. Le riprese erano iniziate alla fine di febbraio 2015 a Ushuaia, nell'estremo sud dell'Argentina, prima di spostarsi nella provincia di La Rioja a circa 1 170 km dalla capitale Buenos Aires. Al momento dell'incidente, Wiltord era già stato eliminato dal reality ed era tornato a Parigi.

## Incidente
Ogni elicottero trasportava quattro passeggeri oltre al pilota. Poco dopo il decollo, i due elicotteri sono stati coinvolti in una collisione in volo ad un'altezza di circa 100 metri dal suolo. L'incidente è avvenuto verso le 17:15 ora locale in condizioni meteorologiche considerate buone. Un video dell'incidente sembra mostrare che l'elicottero più basso di quota sia salito più rapidamente rispetto all'altro causando la collisione.

## Vittime
Tutte le dieci persone a bordo dei due velivoli sono morte nell'incidente, inclusi gli atleti francesi Florence Arthaud, Camille Muffat e Alexis Vastine. Le altre persone rimaste uccise sono state i due piloti argentini e cinque cittadini francesi della società di produzione Adventure Line Productions.

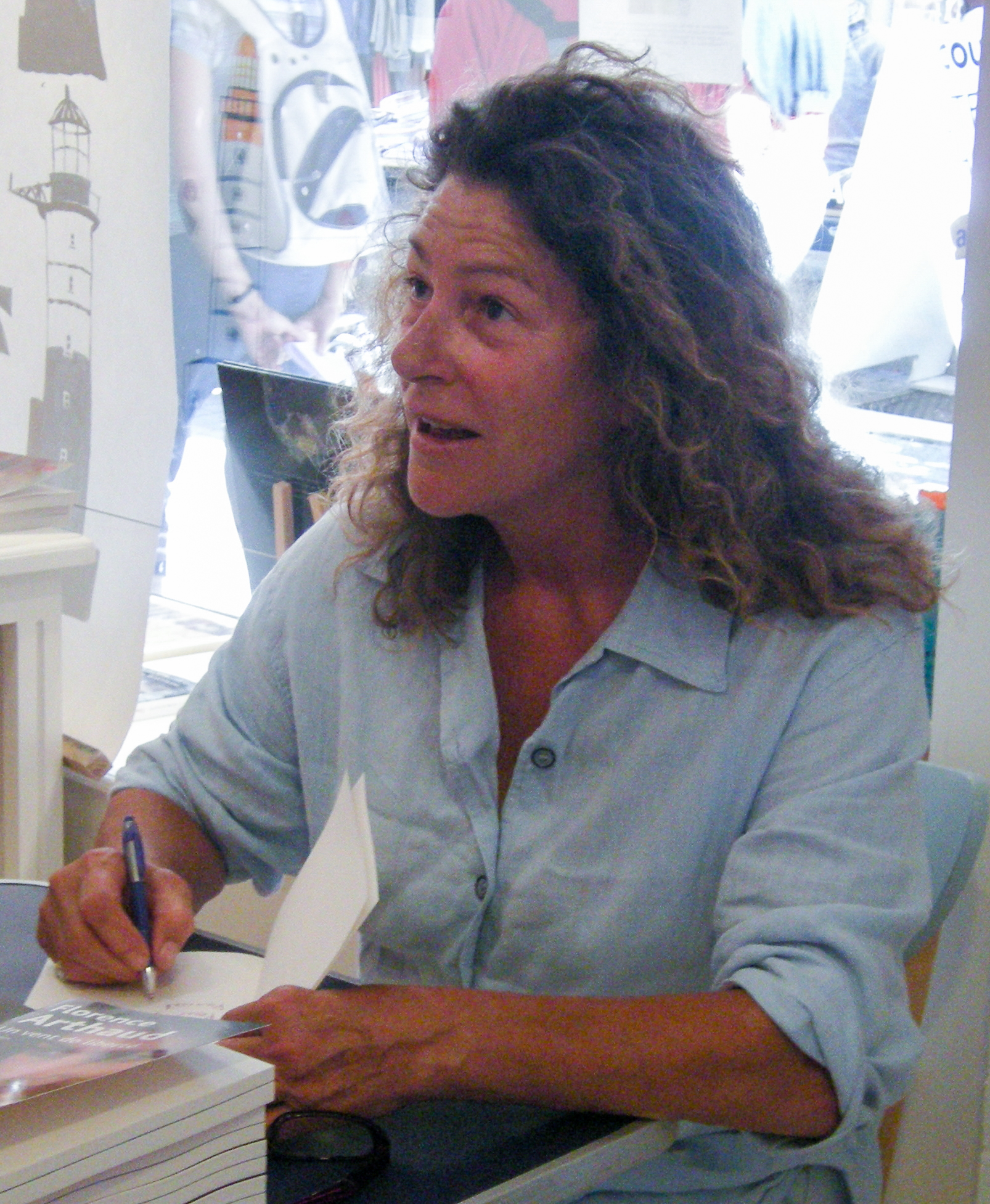
Florence Arthaud
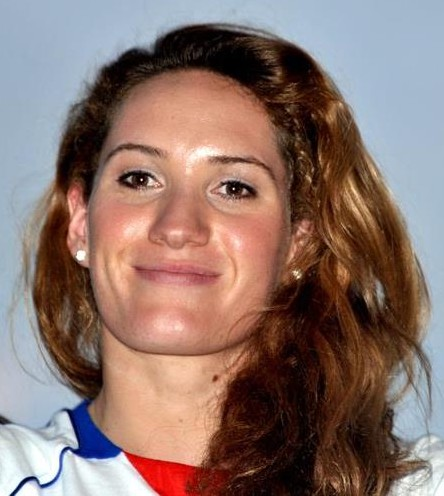
Camille Muffat
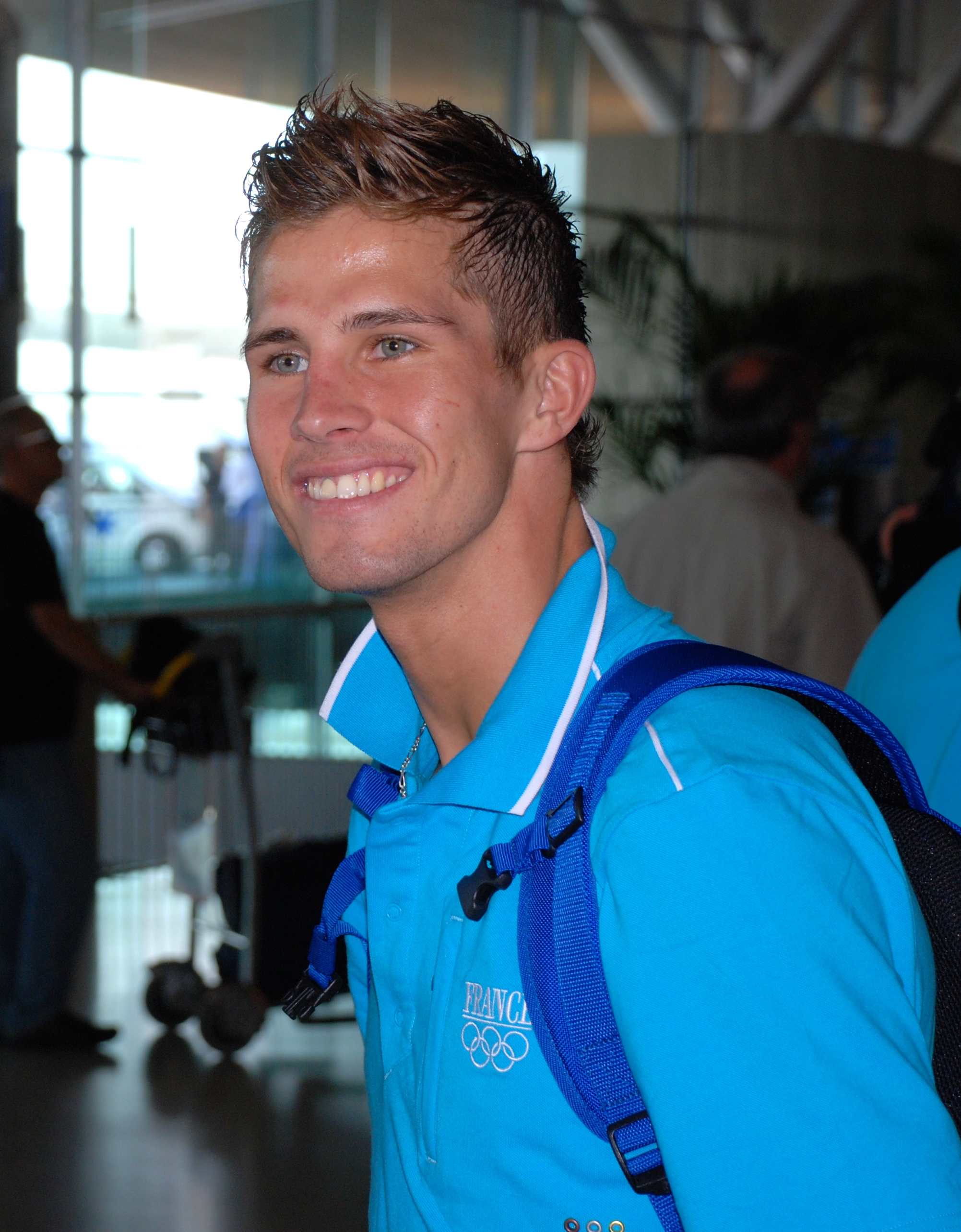
Alexis Vastine

## Indagini
La Junta de Investigación de Accidentes de Aviación Civil (JIAAC), responsabile delle indagini riguardanti incidenti nell'aviazione civile in Argentina, ha avviato le indagini sull'incidente assistita dall'agenzia francese d'investigazione sui disastri aerei Bureau d'Enquêtes et d'Analyses pour la sécurité de l'aviation civile (BEA). La procura francese ha aperto un'inchiesta come succede in tutti i casi d'incidenti aerei mortali dove sono coinvolti francesi all'estero. L'identificazione dei corpi è stata resa difficile poiché completamente carbonizzati a causa delle fiamme divampate in seguito all'incidente.
Il rapporto finale, pubblicato in spagnolo, inglese e francese, ha determinato i fattori legati all'incidente come:
- la posizione dell'elicottero che stava effettuando le riprese (LQ-FJQ), dall'"esterno", nella traiettoria di entrambi i velivoli, che ha limitato in modo significativo il contatto visivo del pilota che ha dovuto avanzare in volo per filmare l'obiettivo (LQ-CGK);
- la mancanza di una valutazione formale dei rischi di sicurezza per un'operazione inusuale (riprese e volo in prossimità), che ha impedito l'identificazione e l'analisi dei pericoli inerenti a tale operazione e l'adozione di azioni di mitigazione, requisito non richiesto dalla normativa vigente;
- carenze nella pianificazione delle operazioni che hanno portato all'incidente, tra cui la mancata osservanza del concetto di "vedere ed essere visti" o di una manovra evasiva in caso di perdita del contatto visivo tra i due aeromobili;
- la mancanza di procedure formali conformi alla natura delle operazioni effettuate;
- l'utilizzo di aeromobili il cui prefisso di identificazione pubblica non implicava la fornitura di supporto logistico e aereo per riprese di natura completamente privata;
- ambiguità nell'osservanza dei regolamenti relativi alle operazioni aeree degli aeromobili pubblici.